# 马栏山遗址
马栏山遗址，位于中国福建省福鼎市店下镇巽城村，为一个省级文物保护单位，类型为古遗址，为第三批福建省文物保护单位，公布时间为1991年4月17日。
马栏山遗址的历史年代为青铜时代。